# 面向堆栈编程
面向堆栈（stack-oriented）编程，或基于堆栈编程，是依赖于堆栈机器模型来操纵数据和传递参数的编程范型。一些编程语言适合这种描述，著名的有Forth、RPL、 PostScript、BibTeX样式设计语言和很多汇编语言。

## 概述
面向堆栈语言运算于一个或多个堆栈之上，每个都充任不同用途。因此，用其他编程语言构造的程序，在面向堆栈系统中使用可能需要修改。进一步的说，一些面向堆栈语言运算，采用后缀表示法也称为逆波兰表示法，就是说，命令的任何实际参数（argument）或形式参数（parameter），都在这个命令之前陈述。例如，后缀表示法写为3 4 +，而非+ 3 4 ，这是前缀表示法也称为波兰表示法，或者3 + 4，这是中缀表示法。

## 基于堆栈算法
PostScript是后缀式基于堆栈语言的例子。在这种语言中表达式的一个例子是2 3 mul。计算这个表达式，涉及到理解堆栈导向是如何工作的。
堆栈导向可以用如下传送带类比来体现。在传送带（输入）末端，按顺序摆放了标记着2、3和mul的盘子。在传送带末端的盘子（2）可以拾取，但其他盘子不能被访问，直到在末端的盘子被移除。这些盘子只能存储在一个堆栈中，并且只能在这个堆栈顶上被增加或移除，而不能在中间或底部。可以提供空白盘子（和一个标记者）并且盘子可以永久丢弃。
拾取盘子2并把它放置在堆栈上，接着拾取盘子3并把它放置在堆栈上，然后拾取mul盘子。这是一个要进行的指令。接着从堆栈取走顶部的两个盘子，将其标签（2和3）相乘，并在一个新盘子上写下结果（6）。丢弃两个旧盘子（2和3）和盘子mul，并将新盘子放置在堆栈上。当传送带上不再具有更多的盘子，计算的结果（6）就展示在这个堆栈顶上。
这是一个非常简单的计算。如果是更复杂的计算比如(2 + 3) × 11 + 1，那么需要些什么？如果它最初写为后缀形式，就是说2 3 add 11 mul 1 add，计算可以按完全形同的方式进行，并完成出正确结果。计算步骤展示在下面的表格中。每列展示一个输入元素（在传送带末端的盘子），和处理这个输入之后堆栈的内容：
| 输入 | 2 | 3   | add | 11   | mul | 1    | add |
| 堆栈 | 2 | 3 2 | 5   | 11 5 | 55  | 1 55 | 56  |

在处理完所有输入之后，这个堆栈包含56，它是答案。
从而可以得出如下结论：基于堆栈的编程语言只有一种处理数据方式，即通过从堆栈顶部选取一块数据，术语叫做“弹出”，和将数据放回堆栈，术语叫“压入”。可以按常规或用其他种类编程语言书写的任何表达式，可以写成后缀（或前缀）形式，从而服从面向堆栈语言去做出解释。

## 堆栈操纵
因为堆栈是在面向堆栈语言中操纵数据的关键方式，这种语言通常提供某种堆栈操纵算子。经常提供的有：dup，重复堆栈顶部元素；exch（或swap），交换堆栈顶部元素（第一个成为第二个而第二个成为第一个）；roll，循环的置换在堆栈中或堆栈一部份上的元素；pop（或drop）丢弃栈顶元素，还有隐含的push等等。这些是在研习过程中的关键。

## 堆栈作用的示意
为了辅助理解语句的作用，使用简短注释来展示在这个语句前后的堆栈顶部。如果有多个项目，堆栈的顶部在最右端。这个表示法常用于Forth语言，在它那里的注释包围在圆括号内。
```
( 之前 -- 之后 )

```

例如，描述如下基本Forth堆栈算子：
```
dup
  
( a -- a a )

drop
 
( a -- )

swap
 
( a b -- b a )

over
 
( a b -- a b a )

rot
  
( a b c -- b c a )

```

还有如下这样描述fib函数：
```
fib
  
( n -- n' )

```

它等价于霍尔逻辑的先决条件和后置条件。二者注释也可以称为断言，尽管在基于堆栈语言中无此必要。

## PostScript堆栈
PostScript和其他一些堆栈语言有用于其他用途的其他独立堆栈。

### 变量和字典
已经分析了不同表达式的求值。变量的实现对于任何编程语言都是重要的，但是对于面向堆栈语言，它有着特殊关切，因为这是与数据交互的唯一方式。
在面向堆栈语言比如PostScript中实现变量的方式，通常涉及到一个独立的特殊化了堆栈，它持有键-值对的“字典”。要建立一个变量，首先必须建立一个键（变量名字），具有与之关联的一个值。在PostScript中，一个名字数据对象前缀着一个/，所以/x是名字数据对象，可以被关联上举例的数42。define（定义）命令是def，代码如下：
```
/x
 
42
 
def

```

在堆栈顶部的字典中，将名字x关联于数42。在/x和x之间存在不同，前者是表示一个名字的数据对象，而x表示/x所定义的东西。

### 过程
在基于堆栈语言中，过程自身被当作数据对象。在PostScript中，过程被指示在{和}之间。例如，在PostScript语法中有：
```
{
 
dup
 
mul
 
}

```

表示一个匿名过程，它重复在堆栈顶部的东西并接着相乘二者得出结果，这是个求平方的过程。
因为过程被当作一个简单的数据对象，可以定义过程的名字。在检索到它们的时候，直接执行它们。字典在存储各种定义的同时，提供了控制作用域的一种方式。
因为数据对象被存储在最顶部字典，自然出现了一种未预料的能力：在从一个字典查找一个定义的时候，检查最顶部字典，接下一直往下。如果在一个不同的字典中已经定义了同名的一个过程，调用局部的那个过程。

### 典型过程的剖析
过程经常接受实际参数。它们被过程以非常特殊的方式处理，不同于其他编程语言。下面查看PostScript下的一个斐波那契数列程序：
```
  
/fib

  
{

     
dup
 
dup
 
1
 
eq
 
exch
 
0
 
eq
 
or
 
not

     
{

        
dup
 
1
 
sub
 
fib

        
exch
 
2
 
sub
 
fib

        
add

     
}
 
if

  
}
 
def

```

在堆栈上使用了递归定义。斐波那契数函数接受一个实际参数。首先，它被测试是否为1或0。 
假定计算fib(4)，下面分解这个程序的每个关键步骤和反映堆栈：
```
                堆栈：4
   dup 
                堆栈：4 4
   dup 
                堆栈：4 4 4
   1 eq 
                堆栈：4 4 false
   exch 
                堆栈：4 false 4
   0 eq
                堆栈：4 false false
   or
                堆栈：4 false
   not
                堆栈：4 true
```

因为这个表达式求值为真，求值最内层过程：
```
                堆栈：4
   dup 
                堆栈：4 4
   1 sub
                堆栈：4 3
   fib

  （这里省略了递归调用的计算步骤）

                堆栈：4 F(3)
   exch 
                堆栈：F(3) 4
   2 sub 
                堆栈：F(3) 2
   fib

  （这里省略了递归调用的计算步骤）

                堆栈：F(3) F(2)
   add
                堆栈：F(3)+F(2)
```

这是预期的结果。
这个过程不使用命名变量，单纯使用堆栈。命名变量可以使用/a exch def构造来建立。例如{/n exch def n n mul}，是有命名变量n的一个求平方的过程。假定/sq {/n exch def n n mul} def，并调用3 sq，以如下方式分析过程sq：
```
                堆栈：3 /n 
   exch 
                堆栈：/n 3
   def 
                堆栈：空（原内容已被用于定义）
   n 
                堆栈：3
   n 
                堆栈：3 3 
   mul
                堆栈：9
```

这是预期结果。

### 控制和流程
因为存在匿名过程，流程控制可以自然出现。if…then…else语句需要三段数据：条件，如果条件为真要做的过程，和如果条件为假要做的过程。例如在PostScript中：
```
 
2
 
3
 
gt
 
{
 
(2 is greater than three)
 
=
 
}
 
{
 
(2 is not greater than three)
 
=
 
}
 
ifelse

```

所进行的几乎等价于C代码：
```
 
if
 
(
2
 
>
 
3
)
 
{
 
printf
(
"2 is greater than three
\n
"
);
 
}
 
else
 
{
 
printf
(
"2 is not greater than three
\n
"
);
 
}

```

循环和其他构造也是类似的。

## 基于堆栈编程语言
- dc
- Canonware Onyx[3]
- Factor
- Forth
- Joy
- Poplog
- PostScript
- RPL
- S-Lang

## 引用
1. ↑  Oren Patashnik,  (PDF),   [2022-06-04], （原始内容 (PDF)存档于2022-03-07）
2. ↑  Luerweg, T. (2015). Stack based programming paradigms. Concepts of Programming Languages–CoPL’15, 33.
3. ↑  . Canonware.com.   [July 7, 2018]. （原始内容存档于March 13, 2017）.